# منابع آب آسیای مرکزی

## موقعیت جغرافیایی
به استثنای قزاقستان تقریباً همهٔ کشورهای آسیای مرکزی به طور کامل در حوضهٔ دریاچهٔ خوارزم قرار گرفته‌اند. صحراهای گستردهٔ قره و قزل‌قوم با جمعیت پراکنده، بخش گسترده‌ای از این منطقه را تشکیل می‌دهند. این بیابان‌ها از سمت شمال و شمال غرب به رشته‌کوه‌های تیان‌شان و پامیر که اکنون کانون اصلی آبگیری برای دو رودخانهٔ مهم یعنی آمودریا و سیردریا هستند، منتهی می‌شود.

## رودخانه‌های مهم در آسیای مرکزی
- آمودریا بزرگ‌ترین رودخانهٔ آسیای مرکزی از رشته‌کوه‌های پامیر سرچشمه می‌گیرد و در طول ۲٬۵۴۰ کیلومتر در تاجیکستان، ازبکستان که مرز با افغانستان را تشکیل می‌دهد و ترکمنستان جریان یافته و در نهایت پیش از اینکه به جنوب دریاچهٔ خوارزم (آرال) بریزد به ازبکستان برمی‌گردد. مقدار آب سالانهٔ این رودخانه بین ۹/۴۶ تا ۴/۱۰۸ کیلومتر مکعب در نوسان است و میانگین آن در حدود ۵/۷۸ کیلومتر مکعب است. آب این رودخانه به علت گل و لای زیادی که با خود حمل می‌کند بیشترین آلودگی را در میان آب‌های جهان دارد.
- دومین رودخانهٔ بزرگ آسیای مرکزی یعنی سیردریا، از کوه‌های قرقیزستان سرچشمه می‌گیرد. این رودخانه دارای دو شاخهٔ اصلی نارین و قره‌دریا است که این دو در ازبکستان با یکدیگر تلاقی کرده و سیردریا را تشکیل می‌دهند. از اینجا به بعد رودخانه پیش از اینکه دوباره وارد ازبکستان شود، به داخل تاجیکستان جریان می‌یابد و در نهایت وارد قزاقستان شده و به شمال دریاچهٔ خوارزم (آرال) می‌ریزد. طول این رودخانه تقریباً به اندازهٔ آمودریا است، در حدود ۲٬۲۰۰ کیلومتر. اما مقدار آبی که از آن تخلیه می‌شود بسیار کمتر یعنی در حدود ۲۱/۴ تا ۵۴/۱ کیلومتر مکعب با میانگین ۳۷/۲ کیلومتر مکعب در سال است.

به طور کلی آمودریا و سیردریا تقریباً ۹۰ درصد آب قابل استفاده در حوضۀ دریاچهٔ خوارزم (آرال) را تأمین می‌کنند که به طور میانگین سالانه به ۱۲۵ کیلومتر مکعب می‌رسد. ۱۰ درصد باقی‌ماندهٔ آن از رودخانه‌ها و چشمه‌های کوچک دیگر تأمین می‌شود.
تاجیکستان منطقهٔ اصلی تولید جریان می‌باشد. سرچشمهٔ بیش از ۵۵/۴ درصد از کل جریان‌های شکل گرفته، در خاک این کشور می‌باشد. بیش از ۲۵/۳ درصد نیز در خاک قرقیزستان شکل می‌گیرد. بدین ترتیب، این دو کشور بیش از ۸۰ درصد کل آب مورد استفاده در آسیای مرکزی را تأمین می‌کنند.
این پراکندگی منابع آب نشان می‌دهد که نزدیک به ۶۰ درصد از مجموع ظرفیت ذخیرهٔ حوضهٔ آمودریا و ۹ درصد از مجموع ظرفیت ذخیرهٔ سیردریا در کنترل تاجیکستان قرار دارد، در حالی که قرقیزستان ۵۸ درصد از ظرفیت ذخیرهٔ حوضهٔ سیردریا را در کنترل دارد. به رغم اینکه منطقهٔ اصلی تولید جریان آب و کنترل واقعی تمام منابع آب منطقه با این دو کشور است، مقدار آب مورد استفاده توسط تاجیکستان و قرقیزستان در مجموع کمتر از ۱۵ درصد است. در مقابل ازبکستان و ترکمنستان که از نظر منابع طبیعی آب سهم کمتری دارند، مصرف‌کنندگان ۷۱ درصد آب قابل دسترسی هستند. بخش عمدهٔ این آب برای آبیاری مزارع پنبه استفاده می‌شود.
تا دههٔ ۱۹۶۰ کمتر از ۵۰ درصد از منابع آب در دسترس در آسیای مرکزی استفاده می‌شد. اما با انجام پروژه‌های آبیاری کلان همچون قره‌قوم، استفاده از آب به سرعت افزایش یافت و از ۶۴/۷ کیلومتر مکعب در ۱۹۶۰ به بیش از ۱۲۰ کیلومتر مکعب در سال ۱۹۸۰ رسید. بنابراین مقدار زیادی آب از رودخانه‌های منطقه خارج شد که در واقع موجب توقف جریان آب به دریاچهٔ آرال شد. در نتیجه اساساً از سال ۱۹۶۰ آب این دریا با ۵۳ درصد کاهش در سطح و ۷۰ درصد کاهش در حجم روبرو بوده است. نمایان شدن ۳۳٬۰۰۰ کیلومتر مربع از بستر پیشین دریا شدیداً بر پتانسیل توفان‌های خاک افزوده است. تحقیقات نشان می‌دهد که بیش از ۱۵۰ میلیون تن گل و لای که دارای انواع نمک‌ها، کودها و سموم دفع آفات می‌باشد از بستر سابق دریا جدا شده و در حدود ۵۰۰ کیلومتر دورتر از دریا پخش شده‌است.
تأثیرات مخرب زیست‌محیطی آن، اقتصادی و اجتماعی عقب‌نشینی بیش از حد آب آمودریا و دیگر رودخانه‌های مهم آسیای مرکزی همراه با کاهش آب دریاچهٔ به صورت مستند تحت عنوان یکی از بدترین مصیبت‌های قرن بیستم توسط یو‌ان‌ای‌پی منتشر شده‌است.
بر اساس آمار، کمتر از ۲۵ تا ۳۰ درصد از آبی که از رودخانه جدا می‌شود به طور صحیح مورد استفاده قرار می‌گیرد بقیهٔ این آب‌ها به خاطر شیوه‌های نادرست آبیاری هدر می‌رود. این مسئله منجر به پایین آمدن سطح آب‌های زیرزمینی و نمکی شدن خاک در منطقه آبیاری می‌شود و در نهایت موجب از بین رفتن خاک و کاهش کیفیت زمین‌های قابل کشت می‌گردد. بازیابی مجدد این زمین‌ها غیرممکن است و زمین مناسب برای توسعهٔ بیشتر بسیار محدود است.